# 5193 Tanakawataru
Az 5193 Tanakawataru (ideiglenes jelöléssel 1992 ET) a Naprendszer kisbolygóövében található aszteroida. Ueda Szeidzsi és Kaneda Hirosi fedezte fel 1992. március 7-én.